# Wild Wild West (Will Smith)
Wild Wild West is een nummer van de Amerikaanse rapper en acteur Will Smith uit 1999. Het is afkomstig van de soundtrack van de gelijknamige film, waarin Smith een van de hoofdrollen vervult. Tevens is het de eerste single van Smiths tweede studioalbum Willennium.
Het nummer bevat een sample van I Wish van Stevie Wonder, ook zijn delen uit het refrein van Wild Wild West van rapper Kool Moe Dee gesampled. "Wild Wild West" leverde Will Smith een enorme wereldhit op, iets wat Smith in die tijd niet vreemd was. De plaat werd een nummer 1-hit in de Amerikaanse Billboard Hot 100. Ook aan de andere kant van de oceaan viel het nummer in de smaak, zo ook in het Nederlandse taalgebied. In de Nederlandse Top 40 werd de 3e positie gehaald, terwijl de Vlaamse Ultratop 50 een 5e notering liet zien.